# قائمة إصدارات مشروع كلمة للترجمة
تتوزع إصدارات مشروع كلمة في عدة فروع ويتم إصدار مجموعة من الكتب كل عام

## المواضيع
- المعارف العامة
- الفلسفة وعلم النفس
- الديانات
- العلوم الاجتماعية
- اللغات
- العلوم الطبيعية والدقيقة / التطبيقية
- الفنون والألعاب الرياضية
- الأدب
- التاريخ والجغرافيا وكتب السيرة
- الأطفال والناشئة

## إصدارات المعارف العامة

غلاف كتاب التوابل الصادر ضمن المعارف مجموعة العامة

- ظلال الاستهلاك.. عواقب البيئة العالمية 2013
- البقرة.. التاريخ الطبيعي والثقافي 2013
- الفيل.. التاريخ طبيعي والثقافي 2013
- الحوت.. التاريخ الطبيعي والثقافي 2013
- الحمامة.. التاريخ الطبيعي والثقافي 2013
- حديقة الحيوان.. تاريخ حدائق الحيوانات في الغرب 2013
- التنمية المستدامة.. رهان الحاضر 2012
- ملفات المستقبل.. موجز في تاريخ السنوات الخمسين المقبلة 2012
- الذاكرة.. أسرارها وآلياتها 2012
- خرافة السوق.. وعود وأوهام 2012
- أسوأ المهن في التاريخ.. سرد لقصة ألفي عام من العمالة البائسة 2012
- بناء سنغافورة.. النخبوية والإثنية ومشروع بناء الأمة 2012
- الثعلب.. التاريخ الطبيعي والثقافي 2011
- السلاح النووي.. بين الردع والخطر 2011
- شراء الحقوق وبيعها..حفظ حقوق التأليف والنشر ومنحها والترويج لها 2011
- الشوكولاتة.. التاريخ الكوني 2010
- الجرذ.. التاريخ الطبيعي والثقافي 2010
- البومة.. التاريخ الطبيعي والثقافي 2010
- اكسر شيئاً من الماء 2010
- الغراب.. التاريخ الطبيعي والثقافي 2010
- العدالة في عالم الحيوان 2010
- الحصان.. التاريخ الطبيعي والثقافي 2010
- النمل.. التاريخ الطبيعي والثقافي 2010
- الطاووس.. التاريخ الطبيعي والثقافي 2010
- الثعلب.. التاريخ الطبيعي والثقافي 2010
- التوابل.. التاريخ الكوني 2010
- عصر الآلات الروحية 2009
- العالم متمرداً 2009
- الجمل والعجلة 2009
- مستقبل الماء.. وجيز في العولمة 2009
- معجم العلوم الإنسانية 2009
- الجسد والنظرية الاجتماعية 2008
- علم الفراسة 2008

## إصدارات اللغات
- كلمات العالم..منظومة اللغات الكونية 2011
- مدخل إلى دراسات الترجمة.. نظريات وتطبيقات 2010
- علم الترجمة المعاصر 2010

## الفلسفة وعلم النفس
- مستقبل الطبيعة الإنسانية 2007
- التاريخ أكثر إيجازاً للزمن 2007
- أصول الفكر اليوناني 2008
- ميشال فوكو 2008
- تأثير الهالة 2008
- نيتشة 2008
- أساسيات اللغة 2008
- الفلسفة 2008
- فلسفة كانط النقدية 2008
- الفلسفة ببساطة 2009
- الطاقة الروحية 2009
- للإيناس من الموجود إلى الغير 2009
- ماكس فيبر ومفارقات العقل الحديث 2009
- أي مستقبل لعلم الاجتماع؟ 2009
- الغيتا.. أنشودة الخلود 2009
- نقد ملكة الحكم 2009
- علم نفس الطفل 2009
- الدروس الأولى في الفلسفة 2009
- مدخل إلى الفلسفة القديمة 2009
- التوق إلى الخلود 2009
- 33 إستراتيجية للحرب 2009
- ليوباردي.. شاعر إيطاليا ومفكرها الكبير.. أفكار 2009
- علم النفس التطوري 2009
- الاستراتيجية التنافسية.. أساليب تحليل الصناعات والمنافسين 2010
- عشرة أسئلة في علم النفس والتربية 2010
- علم النفس التربوي 2010
- المؤمن الصادق 2010
- مباحث منطقية.. مقدمات في المنطق المحض 2010
- مغامرة الفكر الأوروبي 2011
- فلسفة الزن.. رحلة في عالم الحكمة 2011
- العلاج النفسي للرضيع 2011
- اللفياثان.. الأصول الطبيعية والسياسية لسلطة الدولة 2011
- صعوبات التعلم من التشخيص للعلاج 2013
- هكذا أفكر.. عسر القراءة واضطراب التآزر الحركي 2013
- الشامانية.. فلسفة للحياة 2013
- جدلية الدين والتنوير.. من دروس فلسفة الدين لهيجل 2014

## الاديان
- الأديان من التنازع إلى التنافس 2009
- علم الأديان 2009
- التصوف 2010
- الإسلام في أوروبا 2010
- مقولات يوغا بتناجلي 2010
- الإسلام الإيطالي.. رحلة في وقائع الديانة الثانية 2010
- صخرتا الزمن.. الدين والعلم في امتلاء الحياة 2010
- بين روما ومكة 2010
- تكايا الدراويش..الصوفية والفنون والعمارة في تركيا العثمانية 2011

## العلوم الاجتماعية
- المخبر الاقتصادي 2008
- الصدام داخل الحضارات.. التفاهم بشأن الصراعات الثقافية 2008
- الصقر 2009
- لماذا سيكون القرن 21 قرناً أوروبياً؟ 2009
- هجوم على العقل 2009
- النهج.. إنسانية البشرية.. الهوية البشرية 2009
- الاضطراب المناخي.. كيف يقضي هستيريا الاحتباس الحراري إلى أقوال شبه علمية، وساسة متملقين، وسياسات ضالة 2009
- المدونة الكبرى.. الكتاب المقدس والأدب 2009
- النزاع الإيجابي.. تحوبل النزاع إلى إبداع 2009
- تربية الأطفال.. عطاء بلا حدود 2009
- فن القيادة المدرسية 2009
- كتاب الشاي 2009
- أرض جديدة.. كيف تكتشف مغزى حياتك 2009
- غاندي والشرق الأوسط 2009
- من يحكم الإنترنت؟ أوهام بلا حدود 2009
- الإسلام والاستشراق في العصر الرومانسي.. مواجهات أدبية مع الشرق 2009
- تجارة عادلة للجميع.. كيف يمكن للتجارة أن تغزز التنمية 2009
- علم الأناسة 2009
- الصين في أفريقيا 2009
- حرب الجينوم 2009
- الخوف من البرابرة 2009
- مذاق الزعتر.. ثقافات الطهي في الشرق الأوسط 2009
- مسلمو الهند.. بين التطرف والاعتدال 2009
- عصر الهند.. كيف سيكون العصر الحادي والعشرون هندياً بامتياز 2009
- التصورات الجنسية عن الشرق الأوسط.. البريطانيون والفرنسيون والعرب 2009
- تحت ظلال السيوف.. بين الإسلام والمسيحية 2009
- فكرة الهند 2009
- التعليم وقيمة الحياة 2009
- التغيير داخل المدارس.. خلق ثقافة التحسن المستمر 2009
- الحياة المشتركة 2009
- القيادة المدرسية الناجحة.. من البحوث إلى النتائج 2009
- أريده الآن 2009
- الطفل السعيد.. تغيير جوهر التعليم 2009
- اللقاء المعقد بين الغرب المتعدد والإسلام المتنوع 2010
- أوروبا والشرق.. من منظور واحد من الليبراليين المصريين 2010
- الرائحة.. أبجدية الإغواء الغامضة 2010
- عندما تتصادم العوالم 2010
- رسالة في عادات الأكراد 2010
- الخشية من الأعداد الصغيرة 2010
- علم الاجتماع الديني.. الإشكالات والسياقات 2011
- عبر الجسر.. دراسة متعددة الأبعاد عن العلاقات بين ماليزيا وسنغافورة 2011
- فن الطهو والأنثربولوجيا 2011
- تعلم الحياة 2011
- أراض طالت وعود عودتها.. البحث الأمريكي عن السلام بين العرب وإسرائيل 2011
- عودة التاريخ.. العالم بعد الحادي عشر من أيلول «سبتمبر» وتجديد الغرب 2011
- خرافة التنمية..الاقتصادات غير القابلة للحياة في القرن الحادي والعشرين 2011
- اللغة والقومية والتنمية في جنوب شرق آسيا 2011
- السياسة الأوروبية في القرن العشرين 2011
- الكتب الممنوعة 2011
- ثقافة حرة.. طبيعة الإبداع ومستقبله 2011
- الولع بالزنبق.. سيرة الزهرة التي شغف بها العالم 2011
- أصوات عربية.. ما تقوله لنا ولماذا هو مهم 2012
- على خطى الصين يسير العالم.. كيف يحدث المستهلكون الصينيون تحولاً في كل شيء 2012
- مسائل في علم الاجتماع 2012

## العلوم التطبيقية والدقيقة
- ريتشارد دوكينز.. عالم غير أفكارنا 2008
- النظرية الذرية ووصف الطبيعة 2009
- عندما يضل العلم الطريق.. اثنتا عشرة قصة من التاريخ الأسود للاكتشافات 2009
- علم البيئة والجماعة وأسلوب الحياة 2009
- الخمسون سنة المقبلة.. مستقبل العلوم خلال النصف الأول من القرن الحادي والعشرين 2009
- البحث عن قطة شرودنجر 2009
- المبادئ الفيزيائية لنظرية الكم 2009
- بروست.. فرعون الزمن الضائع 2009
- اللولب المزدوج.. رؤية شخصية عن اكتشاف بنية الحمض النووي 2009
- المبادئ.. جولة نطوف فيها حول الأسس الجميلة للعلم 2009
- مبدأ الريبة.. والصراع من أجل روح العلم 2009
- هوس العبقرية.. الحياة السرية لماري كوري 2009
- كشف أسرار الفيزياء.. دليل التعليم الذاتي 2009
- لعنة آدم.. العلم الذي يكشف عن مصيرنا الوراثي 2009
- فيزياء العقل البشري والعالم من منظورين 2009
- الرياضيات للفضوليين 2009
- النظرية العامة للتشغيل والفائدة والنقود 2010
- اكتشافات وآراء جاليليو 2010
- التاريخ الطبيعي للبذور 2010
- فن العلم وسياساته 2010
- التفاحة والذرة 2010
- مبادئ ميكانيكا الكم 2010
- عصر الهيدروجين: من أجل مستقبل طاقة نظيفة 2011
- الطاقات المتجددة 2011
- بيان للمدن المستدامة 2011
- الديزل الحيوي 2011
- ثمرات من دوحة المعرفة.. كيف نحلم؟ 2012
- ثمرات من دوحة المعرفة.. قانون تسلسل الأحداث.. هل هو صدفة أم حتمية؟ 2012
- ثمرات من دوحة المعرفة.. كم من جزيء في حبة جلبان؟ 2012
- ثمرات من دوحة المعرفة.. ما الثقوب السوداء؟ 2012
- ثمرات من دوحة المعرفة.. ما الجينات؟ 2012
- ثمرات من دوحة المعرفة.. ما الذي تحكيه لنا الأحافير؟ 2012
- ثمرات من دوحة المعرفة.. ما العدد؟ 2012
- ثمرات من دوحة المعرفة.. ما السر في لمعان الشمس؟ 2012
- ثمرات من دوحة المعرفة.. ما السر في زرقة البحر؟ 2012
- ثمرات من دوحة المعرفة.. هل يمكننا السفر عبر الزمن؟ 2012
- ثمرات من دوحة المعرفة .. هل الديناصورات مثال حي لفشل التطور؟ 2012
- ثمرات من دوحة المعرفة .. ما النسبية؟ 2012
- ثمرات من دوحة المعرفة .. هل يمكن بعث الماموث؟ 2012
- ثمرات من دوحة المعرفة .. هل الزمن موجود؟ 2012
- ثمرات من دوحة المعرفة .. كيف ننام؟ 2012
- ثمرات من دوحة المعرفة .. لماذا لا نرى في السماء نجوماً خضراء؟ 2012
- ثمرات من دوحة المعرفة .. الإنسان والفيروسات .. هل هي علاقة دائمة؟ 2012
- السمكة داخلك .. رحلة في تاريخ الجسم البشري 2012
- منذ زمن داروين .. تأملات في التاريخ الطبيعي 2012
- تصميم المدن 2012
- أجمل عشر تجارب على الإطلاق 2014

## الفنون والالعاب الرياضية
- الكرة ضد العدو 2009
- ألوان شيطانية ومقدسة 2010
- الفن والإبداع .. صور فوتوغرافية 2010
- كيف تصنع فيلماً 2010
- المصارعة الرومانية القديمة .. التاريخ الدامي لرياضة الموت 2010
- عمارة المساجد في الأندلس..مدخل عام 2011
- عمارة المساجد في الأندلس..قرطبة ومساجدها 2011
- عمارة المساجد في الأندلس..غرناطة وباقي شبه الجزيرة الإيبيرية 2011
- عمارة المساجد في الأندلس..طليطلة وإشبيلية 2011
- العمارة والأسطورة والروحانيات 2011
- المنسوجات الإسلامية 2011
- فن الحدائق الإسلامية 2011
- الفخاريات ذات البريق المعدني .. التقنية والتراث والإبداع في العالمين الإسلامي والغربي 2011
- سبعة أيام في عالم الفن 2011
- الواقعية الجديدة والنقد السينمائي 2011
- صناعة الأفلام الوثائقية 2011
- أفلام حياتي 2011
- جماليات الفيلم 2011
- قبعة فيرمير .. القرن السابع عشر وفجر العولمة 2012
- موسيقى الهند 2012
- الفنون الأولى .. هل هي ساذجة 2012
- كرة القدم .. الحياة على الطريقة البرازيلية 2013
- سينما ساتيا جيت راي 2013
- الهرم المقلوب .. تاريخ تكتيكات كرة القدم 2013
- منسوجات أقلية المياو الصينية .. سلسلة الفنون 2013
- الذهب .. سلسلة الفنون 2013
- الفضة .. سلسلة الفنون 2013
- التطريز في الهند وباكستان .. سلسلة الفنون 2013
- الفن الإسلامي .. سلسلة الفنون 2013
- الفنون اليابانية .. سلسلة الفنون 2013
- الخيول .. التاريخ*الأسطورة*الفن .. سلسلة الفنون 2013

## التاريخ والجغرافيا وكتب السيرة
- الجذور العربية للرأسمالية الأوروبية 2007
- العلامة .. تحليل المفهوم وتاريخه 2007
- عصر الاضطراب 2008
- القوة والإيمان والخيال.. أمريكا في الشرق الأوسط منذ عام 1776 حتى اليوم 2008
- الصراع على سيادة أوروبا 1848-1918 2009
- التاريخ المصور للأثاث 2009
- أجنحة من نار 2009
- أحلام من أبي .. قصة عرق وإرث .. باراك أوباما 2009
- تاريخ تركيا المعاصر 2009
- اختراع الهند .. قصة حياة جواهر لال نهرو 2009
- انتحار الغرب 2009
- سنوات التجديد 2009
- رعب القنبلة .. تاريخ الأسلحة النووية ومستقبلها 2009
- التجار والإيمان .. تجارة المسلمين وثقافتهم في المحيط الهندي 2009
- فتاة الوشاح الأحمر 2009
- تاريخ التكنولوجيا في العالم 2009
- رحلة إلى جنوب سيبيريا .. المغول وديانتهم وأساطيرهم 2009
- مواطنون .. حكايات الثورة الفرنسية 2009
- أينشتاين 2010
- تاريخ الحب 2010
- الإسلام وتاريخ العرب .. دليل لأحدث المؤلفات الغربية 2010
- تسلق أشجار المانغا 2010
- النظم البريدية في العالم الإسلامي قبل العصر الحديث 2010
- سيف فارس .. من محارب قبلي إلى فاتح مستبد 2010
- رحلة في بلاد القطن .. موجز صغير لنمط من العولمة 2010
- سقوط عرب الكونغو 2010
- قدحة النار .. دور الطهي في تطور الإنسان 2010
- الرجال الذين اخترعوا الدستور صيف 1787 2010
- المسلمون في التاريخ الأمريكي 2010
- الدخول في اللعبة.. قصة النساء الغربيات في الجزيرة العربية 2010
- تشريح الثورة 2010
- الأمريكيون الجوامح وأصول الدستور الأمريكي 2010
- التجارة في الزمن الكلاسيكي القديمو 2011
- العالم من البدايات حتى 4000 قبل الميلاد 2011
- انطباعات رحالة ياباني عن فرنسا .. وملحق عن انطباعات الفيتناميين عن أوروبا 2011
- مدخل إلى التاريخ الإغريقي 2011
- تاريخ الأزياء العربية .. منذ فجر الإسلام إلى العصر الحديث 2011
- الطعام والمجتمع في العصر الكلاسيكي القديم 2011
- أسطورة الشرق .. رحلة استكشاف 2011
- الفكر الجمهوري 2011
- القد .. سيرة السمكة التي غيرت وجه العالم 2011
- مقابلة حول الفاشية 2011
- مواطن الحداثة .. مقالات في صحوة دراسات التابع 2011
- الغصن الذهبي 2011
- اقتصاد العالم القديم 2011
- عندما حكمت آسيا العالم 2011
- الجغرافيا السياسية للمتوسط 2011
- الحلقة المفقودة .. الكشف عن الأصل البشري الأول 2011
- تاريخ الهجرات الدولية 2011
- الجذور الثقافية للإسلاموية الأميركية 2011
- بناء الرخاء..لماذا كان رونالد ريجان والآباء المؤسسون محقين بشأن الاقتصاد؟ 2011
- الأعمال المصرفية والنشاطات المالية في العالم الروماني 2011
- الاستشراق 2012
- الزهد في العالم الإغريقي-الروماني 2012
- الصداقة في العصور القديمة 2012
- فرنسا ومسلموها .. قرن من السياسة الإسلامية 1895-2005 2012
- التقنية والثقافة في العصور القديمة 2012
- الجمل .. التاريخ الطبيعي والثقافي 2012
- موجز تاريخ الجنون 2012
- الحج .. رحلات محمد أفندي السعودي (1904-1908) 2012
- جاك شيراك .. كل خطوة يجب أن تكون هدفاً .. مذكرات جزء أول 2012
- الحرب العالمية الأولى .. سلسلة الحياة اليومية عبر التاريخ 2012
- الطبخ في الحضارات القديمة .. سلسلة الحياة اليومية عبر التاريخ 2012
- اليابان في القرن الثامن عشر .. سلسلة الحياة اليومية عبر التاريخ 2012
- زمن العهد الجديد .. سلسلة الحياة اليومية عبر التاريخ 2012
- عصر الأزتك..أمة الشمس والأرض.. سلسلة الحياة اليومية عبر التاريخ 2012
- عصر الإنكا .. سلسلة الحياة اليومية عبر التاريخ 2012
- عصر المغول .. سلسلة الحياة اليومية عبر التاريخ 2012
- عصر الملاحة البحرية .. سلسلة الحياة اليومية عبر التاريخ 2012
- مدنيو آسيا في زمن الحرب .. من ثورة التايبينغ إلى حرب فيتنام.. سلسلة الحياة اليومية عبر التاريخ 2012
- العالم الإسلامي في العصور الوسطى .. سلسلة الحياة اليومية عبر التاريخ 2012
- غوتة ونابليون 2012
- العبودية في العصر الحديث 2012
- قصة الكثبان .. الرمال المتحركة 2012
- أوروك.. أولى المدن على وجه البسيطة 2012
- الاستشراق والقرون الوسطى 2012
- صعود المال .. التاريخ المالي للعالم 2012
- التاريخ الوجيز لمحاكم التفتيش في إسبانيا 2012
- انطباعات عن الشرق .. خيّال بولندي عند البدو 1817-1819م 2013
- الجغرافيات السياسية للبترول 2013
- تاريخ الموريسكيين .. حياة ومأساة أقلية 2013
- الإنسان والدولة والحرب.. تحليل نظري 2013
- الرحالة المـتأخرون .. الاستشراق في عصر التفكك الاستعماري 2013
- الجسر .. سلسلة تاريخ الأشياء 2013
- المتنزه المتخصص .. سلسلة تاريخ الأشياء 2013
- السد .. سلسلة تاريخ الأشياء 2013
- الطائرة .. سلسلة تاريخ الأشياء 2013
- المدرسة .. سلسلة تاريخ الأشياء 2013
- المصنع .. سلسلة تاريخ الأشياء 2013
- الدراجة النارية .. سلسلة تاريخ الأشياء 2013
- الكاري .. التاريخ الكوني 2013
- العالم من 1450م حتى 1700م 2013
- بدوي عبر قارات أربع .. رحلة تقتفي أثر رحلة السير ريتشارد فرانسيس برتن 2013
- الدين والدم .. إبادة شعب الأندلس 2013
- تاريخ الدبلوماسية 2013
- تاريخ الثقافة العالمية 2014
- سراي السلطان 2014
- لمحة عن الثقافة في الصين 2014
- الحجرة الزرقاء الدامية .. توماس مان وعقدة الذنب 2014
- الطواف حول البحر الأريثري .. الملاحة والتجارة في المحيط الهندي بالقرن الأول للميلاد 2014
- نصوص الصبا .. قصص وتأملات 2014
- جدل العولمة .. نظرية المعرفة وسياساتها 2014

غلاف كتاب مارك توين

- مارك توين سيرة ذاتية 2014

## الأطفال والناشئة
راسموس والمتشرد 2008
فادي والفارس الشرير فرهود 2009
فوق سفينة القراصنة 2009
قرية الضفادع 2009
هايدي 2009
الإخوة السود 2009
الحظ الكبير في العلبة الصغيرة 2009
فتاة صغيرة اسمها دهشة 2009
حليمة تضع البيض 2009
حليمة تخدع الديوك 2009
قصص غريبة من المدرسة العجيبة 2009
لاكي وجرة الرماد 2009
القنفذ لاتيه وحجر الماء 2009
لا تدخل الوحش 2009
ليني تطلب النجدة 2009
ميمي وموتسارت 2009
من الأوراق المختلطة للسيدة باسيل فرانكلوير 2009
في فمي بركان 2009
النعجة السوداء وعائلة هوبل 2009
أوسكار والتنين الجائع 2009
تصبحان على خير 2009
رجل الماء الصغير 2009
حكايات الولد شقاوة 2009
بدر والقط زبد 2009
بدر والكبش كركر 2009
في بيتنا جمل 2009
نورا في المستشفى 2009
السنجاب والنهر الكبير 2009
طاولة الأدغال 2009
قمر الليل 2009
بلهاء ليست حمقاء 2009
الكنز الدفين 2009
المكان الرهيب 2009
سلاحف بوليلنغا 2010
يوم في الغابة الاستوائية الممطرة 2010
أعشاش تبنى.. كهوف تحفر 2010
شعر الماعز 2010
عايدة 2010
بحيرة البجع 2010
دون جيوفياني 2010
لوهنغرين 2010
فيديليو 2010
كارمن 2010
السيدة فراشة 2010
توسكا 2010
موزارت 2010
كولومبوس 2010
فان غوغ 2010
ليوناردو دافنشي 2010
بيكاسو 2010
نوبل 2010
الديناصورات لم تعد موجودة 2010
أمي سابي في بلاد الثلج العجيبة 2010
شجاعة الشجعان 2010
موسم حشرة البطاطا 2010
البغل أبوللو .. حكاية من عالم الجبال 2010
الدب المشاكس 2010
الشقيقتان والزيارة 2010
الكلب الموشوم 2010
المغامرات كما يراها هامفري 2010
أنا معك وأنت معي 2010
زيبولين الصغيرة جداً 2010
عشر أوراق تطير بعيداً 2010
يوم التبادل 2010
يوميات المكتشف الصغير للمناطق القطبية 2010
أشياء كثيرة تم العثور عليها 2010
سر فارس البحر 2010
قمري المسافر 2010
أحلام ليبل السعيدة 2010
اللص هوتسنبلوتس 2010
عجائب ينابيع ساسافراس السبع 2010
وداعاً أيتها المخلفات 2011
العملة المعجزة 2011
المخطط اليومي 2011
حياتنا تبدأ ببيضة 2011
عندما غابت الدجاجة 2011
قطط في نزهة 2011
الأخوة الطيبون واللص الغريب 2011
الطيور المحلقة 2011
الأرض 2011
الحيوانات كيف تبني بيوتها؟ ..بيئتها2011
الخروج إلى العالم 2011
لست خائفة 2011
من هو الخاسر الأكبر؟ «عندما تنقرض الحيوانات» 2011
العد عبر التاريخ 2011
جولة في الفضاء 2011
الطيران بواسطة البالونات 2011
الأرقام المختفية 2011
أنت مميز في هذا العالم 2011
الأميرة روزاليا والوصفة السرية 2011
راقصات الباليه الجنيات ترقصن مع النجوم 2011
صغير ولكنه مميز 2011
دوماً أنا، دوماً انا، الجنية الصغيرة لا تريد العمل 2011
ثق بنفسك.. اسبق ظلك وتغلب على نفسك 2011
أنا أريد، وأريد 2011
لا تلاحقني 2011
هيا بنا نلعب 2011
افتح قلبك كي ترى الطبيعة 2011
هيا نلعب لعبة «بيت بيوت» 2011
العمة صانعة الكعك 2011
بيت للقطط 2011
الطقس المتقلب 2011
من سيأكل الخوخة 2011
داخل الحقيبة الصفراء 2011
حلم بابلو 2011
استغلال طاقة الشمس 2011
الطاقة الحرارية الأرضية .. استخدام الفرن الأرضي 2011
الكتلة الحيوية وإنجاز التغيير 2011
الهيدروجين .. مركبات تعمل بالماء 2011
بناء مجتمع أخضر 2011
توليد الطاقة من الرياح 2011
طاقة المحيطات والمد والجزر والأمواج .. الطاقة المستمدة من البحر 2011
كيف تخفض بصمتك الكربونية؟ 2011
أسبوع شيار المغوار 2011
رحلات الجنية ليللو العجيبة وكتابها السحري ذو القوائم 2011
نزهة على مركبة جليد 2011
حكايات جديدة لفرانس مع كرة القدم 2011
حكايات فرانس والخيل 2011
اختبئ سوف أبحث عنك 2011
ابقي بعيداً أيتها القطة الشريرة 2011
أطباق جدتي الخاصة .. الخضراوات الصالحة للأكل 2011
أغاني الأشجار 2011
أفضل صديق للشمس 2011
الأشياء القديمة 2011
التوأمان 2011
الجدول البلوري 2011
الجمع الرائع .. العالم فيه أشياء كثيرة 2011
العب مع الوحش 2011
الكوكب الأخضر 2011
أميرات الخبز الثلاث 2011
أين تعيش؟ 2011
بيت تتحقق فيه الأمنيات 2011
تلك النملة كائن حي 2011
حان الآن الوقت للنوم .. عادات النوم لدى الحيوانات 2011
رحلة العودة إلى الوطن .. السلمون 2011
رحلة إلى الكواكب والنجوم 2011
صغار البط النشيطة والأصابع المشغولة 2011
قبل وبعد 2011
كيف أبدو؟ 2011
لقد أصبحنا كباراً 2011
ما هي الأسرار الخفية؟ سر البقاء لدى النباتات 2011
مراحل نمو الحيوانات منذ ولادتها 2011
من أين تأتي هذه البذرة 2011
من هناك مسطحات المد والجزر 2011
من يملك بيضاً أكثر 2011
والد زينة الصغيرة 2011
إيبومين وسلاحف بوليلنغا 2011
مخبز كعكة الأرز 2011
من أين جاء النهر؟ 2011
نهر من الأحجار الساخنة الحمراء 2011
في بلاد تيتو 2011
هل تتكلم الحيوانات؟ 2011
قلعة الساحرة الغريبة 2011
هل تأكل النمور العشب؟ 2011
حكايات فرانس 2011
ميلي في مصر 2011
الملكة 2011
الدب والفراشة 2012
الفارس الأزرق 2012
قراصنة الليل 2012
كم لخيط طويل أن يطول؟ 2012
خبريني يا أمي: لماذا لا تذهب الديناصورات إلى المدرسة؟
2012
خبرني يا أبي: لماذا لا يمارس حمار الوحش التزلج؟ 2012
جمل وسط قطعان الكنغر 2013
سيبوريا .. استيقاظ جالينو 2013
عصفور الكوكو .. الحفرة الأعمق 2013
البيوت .. نماذج رائعة لبيوت صغيرة ومدهشة 2013
بلا عائلة .. سلسلة الناشئة الفرنسية
2013
مغامرات الفتى أصهب .. سلسلة الناشئة الفرنسية 2013
آلام صوفي .. سلسلة الناشئة الفرنسية 2013
كسارة البندق .. سلسلة الناشئة الفرنسية 2013
«بياض الثلج» وحكايات أخرى .. سلسلة الناشئة الفرنسية 2013
«صديقان» وقصص أخرى .. سلسلة الناشئة الفرنسية 2013
عصيدة الكونتيسة بيرت .. سلسلة الناشئة الفرنسية 2013
«العصفور الأزرق» وحكايات أخرى .. سلسلة الناشئة الفرنسية 2013
حكايات أمي الأوزة 2013
السيد نبحان والأعجوبة الزرقاء 2014
ما هي الأسرار الكامنة في الشمس؟ .. ثمرات من دوحة المعرفة 2014
هل ستندثر الشواطئ؟ .. ثمرات من دوحة المعرفة 2014
ما المحروق الذي تستعمله خلايانا؟ .. ثمرات من دوحة المعرفة 2014
ما هو عمر الأرض؟ .. ثمرات من دوحة المعرفة 2014
ما هو سهم الزمن؟ .. ثمرات من دوحة المعرفة 2014
كيف نسمع؟.. ثمات من دوحة المعرفة 2014
هل ستموت الأسماك جوعاً؟ .. ثمرات من دوحة المعرفة 2014
كيف يمكن للواقع أن يكون افتراضياً؟ .. ثمرات من دوحة المعرفة 2014
كم لوناً في قوس قزح؟ .. ثمرات من دوحة المعرفة 2014

## وصلات خارجية
- الموقع الرسمي لمشروع كلمة
- بعض إصدارات مشروع كلمة وتوضيحها